# Olszyny (Stara Jastrząbka)
Olszyny – część wsi Stara Jastrząbka w Polsce położona w województwie podkarpackim, w powiecie dębickim, w gminie Czarna.
W latach 1975–1998 Olszyny położone były w województwie tarnowskim.